# Kljunastonadlaktični mišić
Kljunastonadlaktični mišić (lat. musculus coracobrachialis) je mišić nadlaktice. Mišić inervira lat. nervus musculocutaneus. 

## Polazište i hvatište
Mišić polazi s lopatice (točnije s korakoidnog nastavka), niti mu idu prema dolje i hvataju se za medijalnu stranu nadlaktične kosti (srednja trećina).